# Tviszt
A tviszt (gyakran magyar szövegkörnyezetben is angolos írásmóddal: twist) egy tánczenei műfaj, illetve az ilyen zenékre előadott, jellegzetes testmozgásokkal előadott tánc neve, amely leginkább az 1960-as években volt világszerte igen népszerű.

## Története
Az 1950-es évek végéhez közeledve az előző évek rock and roll őrülete már alábbhagyott, amikor Hank Ballard és a The Midnighters együttes egy új, The Twist című számmal állt a közönség elé, mely a Teardrops on Your Letter című, 1959-ben kiadott kislemezük B oldalán jelent meg. A szám eredetileg csak mérsékelt sikert aratott, ám amikor a következő év nyarán Chubby Checker is feldolgozta, az ő változata azonnali siker lett, s ezáltal egy új könnyűzenei, illetve táncstílus első képviselőjévé vált. A Philadelphiában élő afroamerikai énekes ettől kezdve éveken keresztül szerzett hasonló számokat, és számos ilyen stílusban szerzett slágerrel tette ismertté a nevét.
A sikeres fogadtatás hatására több más előadó is megjelentetett (illetve a repertoárjára vett) hasonló stílusban írott szerzeményeket. A tviszt irányzat egyik legismertebb számát, a "Twist and Shout"-ot például előbb az Isley Brothers vitte sikerre, de később a Beatles is feldolgozta. Feltétlenül említést érdemel még Checker Let’s Twist Again cím száma, vagy Sam Cooke dala, a Twistin' the Night Away.
A tvisztről és a tvisztzene hatására kialakult újabb táncőrületről több film is készült: ilyen volt például a Twist Around the Clock vagy a Don't Knock the Twist, és számtalan táncversenyt is rendeztek. A tánchoz igen egyszerű és érzékletes útmutatást adtak: „a kezeiddel csinálj úgy, mintha a hátadat dörzsölnéd egy törülközővel. Közben a tested az egyik irányba mozog ide-oda, a kezeid a másik irányba. Az egyik lábaddal pedig tegyél úgy, mintha éppen egy cigarettát nyomnál el a földön.” A tviszttánc alapmozgásai közé tartozó csípőtekergetés eredete egyébként valószínűleg a kongói származású afroamerikai rabszolgák táncáig vezethető vissza, a „twist” kifejezés is az ilyen táncokkal kapcsolatban bukkan fel először, még a 19. századból.
Az 1960-as évek derekára a tviszt iránti lelkesedés némileg alábbhagyott, az 1980-as évek végén azonban volt még egy fellángolása, amikor a Fat Boys "The Twist" című, Chubby Checker közreműködésével előadott rapszáma hozott ismét népszerűséget az irányzatnak. A későbbi időszakban azonban a tviszt stílusú számok már inkább csak a retro jellegű bulikon, illetve a 60-as évek zenéit játszó rádiókon bukkantak fel.

## A legsikeresebb tviszt számok a Billboard slágerlistán
- The Twist (Hank Ballard és a The Midnighters – 1959, 28. hely)
- The Twist (Chubby Checker – 1960, 1. hely)
- Let's Twist Again (Chubby Checker – 1961, 8. hely)
- Twistin' U.S.A. (Danny & the Juniors – 1961, 20. hely)
- Slow Twistin (Chubby Checker – 1962, 3. hely)
- Peppermint Twist - Part 1 (Joey Dee & the Starliters – 1962, 1. hely)
- Hey, Let's Twist (Joey Dee & the Starliters – 1962, 20. hely)
- Dear Lady Twist (Gary "U.S." Bonds – 1962, 9. hely)
- Twist, Twist Senora (Gary "U.S." Bonds – 1962, 9. hely)
- Twistin' Postman (The Marvelettes – 1962, 34. hely)
- Twistin' the Night Away (Sam Cooke – 1962, 9. hely)
- Twist and Shout(The Isley Brothers – 1962, 17. hely)
- Twist-Her (Bill Black's Combo – 1962, 26. hely)
- Soul Twist (King Curtis & His Noble Knights – 1962, 17. hely)
- Bristol Twistin’ Annie (The Dovells – 1962, 27. hely)
- Percolator (Twist) (Billy Joe & the Checkmates – 1962, 10. hely)
- Do You Know How To Twist (Hank Ballard és a The Midnighters – 1962, 87. hely)
- Twist It Up (Chubby Checker – 1963, 25. hely)
- Limbo rock (Chubby Checker - 1963, 99. hely)
- Twist and Shout (The Beatles – 1964, 2. hely)